# Ваш Те, Рикарду
Рика́рду Жо́рже Ваш Те (порт. Ricardo Jorge Vaz Tê; род. 1 октября 1986, Лиссабон) — португальский футболист, нападающий.

## Клубная карьера
Рикарду начинал свою карьеру в португальском клубе «Фаренсе». В 2003 году игрок отправился на просмотр в английский «Болтон» и вскоре подписал контракт с этой командой. За «странников» форвард дебютировал в январе 2004 года в матче Кубка Англии против «Транмир Роверс». В английской Премьер-лиге он впервые сыграл двумя месяцами позднее, в игре с «Мидлсбро». В сезоне 2005/06 Рикарду регулярно играл в основе «Болтона», а также забил шесть голов в различных турнирах. В марте 2007 года игрок подписал месячный арендный контракт с клубом «Халл Сити». 11 мая 2010 года Рикарду расторг контракт с «Болтоном». 30 июня того же года он подписал контракт с «Паниониосом», но уже в декабре расторг соглашение. Затем футболист с февраля по май 2011 года играл за «Хиберниан», а после стал игроком «Барнсли», за который провёл 22 матча и забил десять голов в Чемпионшипе. Этим он привлёк внимание «Вест Хэма», за который выступал с января 2012 года по январь 2015 года. За «молотобойцев» Рикарду забил 19 голов в 61 матче Премьер-лиги. Во время пребывания команды в Чемпионшипе, Ваш Те, являясь одним из игроков стартового состава в 15 матчах забил 10 голов, что сыграло большую роль в возвращении «Вест Хэма» в элиту английского футбола. В зимнее трансферное окно 2015 перебрался в турецкий клуб «Акхисар» в связи с тем, что его контракт с «Вест Хэмом» подошёл к концу.

## Карьера в сборной
Рикарду играл во всех юношеских и молодёжных командах Португалии. Он сыграл на двух молодёжных чемпионатах Европы.